# راس ون نس (آرکانزاس)
راس ون نس (به انگلیسی: Ross Van Ness) یک منطقهٔ مسکونی در ایالات متحده آمریکا است که در آرکانزاس قرار دارد. راس ون نس ۳۶ متر بالاتر از سطح دریا واقع شده‌است.